# Amphisbaena ridleyi
Espèce
Statut de conservation UICN

 LC  : Préoccupation mineure
Amphisbaena ridleyi est une espèce d'amphisbènes de la famille des Amphisbaenidae.

## Répartition
Cette espèce est endémique de Fernando de Noronha au Pernambouc au Brésil.

## Publication originale
- Boulenger, 1890 : Reptilia. Notes on the zoology of Fernando Noronha. Journal of The Linnean Society of London, vol. 20, p. 481-482 (texte intégral).